# Хэй, Чарльз Джон
Чарльз Джон Хэй (англ. Charles John Hay, кор. 찰스 헤이; род. в Абердине, Шотландия, Великобритания) — британский военный и государственный деятель, капитан Британской армии, дипломат, посол Великобритании в Республике Корея (2015—2017), верховный комиссар Великобритании в Малайзии (с 2018 года).

## Биография
Чарльз Джон Хэй родился в Абердине, Шотландия. Отец был дипломатом, ввиду чего Хэй в детстве жил в десяти странах, в том числе в Австралии, Лаосе, Таиланде. Получил степень в области философии и политики Саутгемптонского университета и степень магистра делового администрирования в Открытом университете.
В 1987—1993 годах служил в Британской армии, в частности в полку Гордонских горцев, а также в Королевском Английском полку. 13 апреля 1991 года получил звание капитана, а 10 апреля 1993 года был зачислен в резерв. Был награждён медалью общей службы.
В 1993 году поступил в министерство иностранных дел и по делам Содружества и в Дипломатическую службу. Занимал должности сотрудника отдела политики безопасности (1993—1995), второго секретаря посольства в Праге, Чехия (1996—1998), пресс-секретаря Форин-офиса (1998—1999), первого секретаря постоянного представительства в Европейском союзе в Брюсселе, Бельгия (1999—2004), руководителя группы председательства «Группы восьми», в том числе и во время саммита в Глениглсе (2004—2006), советника по политическим и экономических вопросам и заместителем главы миссии в Мадриде, Испания (2006—2009), помощником директора службы человеческих ресурсов (2009—2011). С 2011 года был директором консульской службы, ответственным за помощь британским гражданам во всем мире, управление при кризисных ситуациях за рубежом и загранично-паспортную службу.
12 февраля 2014 года назначен на должность посла Великобритании в Южной Корее вместо Скотта Уайтмена. Прежде чем стать послом, Хэй в течение года изучал корейский язык в Лондоне и Сеуле, а также жил в семье в Пусане, где знакомился с корейской культурой. 12 февраля 2015 года Хэй вручил верительные грамоты президенту Республики Корея Пак Кын Хе.
3 февраля 2017 года новым послом в Южной Корее был назначен Саймон Смит. 8 ноября 2018 года Хэй был перемещён на пост верховного комиссара Великобритании в Малайзии вместо Виктории Трейделл.

## Награды

### Британские
- 25 марта 1996 года возведён в звание члена Королевского Викторианского ордена[17].

### Иностранные
- 23 ноября 2015 года получил почётную степень доктора в области бизнес-управления от Корейского национального университета транспорта[англ.][18][19].
- 17 ноября 2016 года получил почётное гражданство Чхунджу[20][21] (присвоено 23 ноября 2015 года)[22][23].

## Личная жизнь
Жена — Паскале Сазерленд, две дочери. Владеет корейским, чешским, французским и испанским языками. Играет в гольф. В качестве домашнего питомца держит собаку по кличке Каспиан, которая при поддержке британского посольства была спасена организацией «Humane Society International» от забоя на мясо на собачьей ферме.